# Saint-Paul-Flaugnac
Saint-Paul-Flaugnac è un comune francese del dipartimento del Lot della regione dell'Occitania.
È stato creato il 1º gennaio 2016 dalla fusione dei preesistenti comuni di Flaugnac e Saint-Paul-de-Loubressac.
Il capoluogo è la località di Flaugnac.